# Jan Mybrand

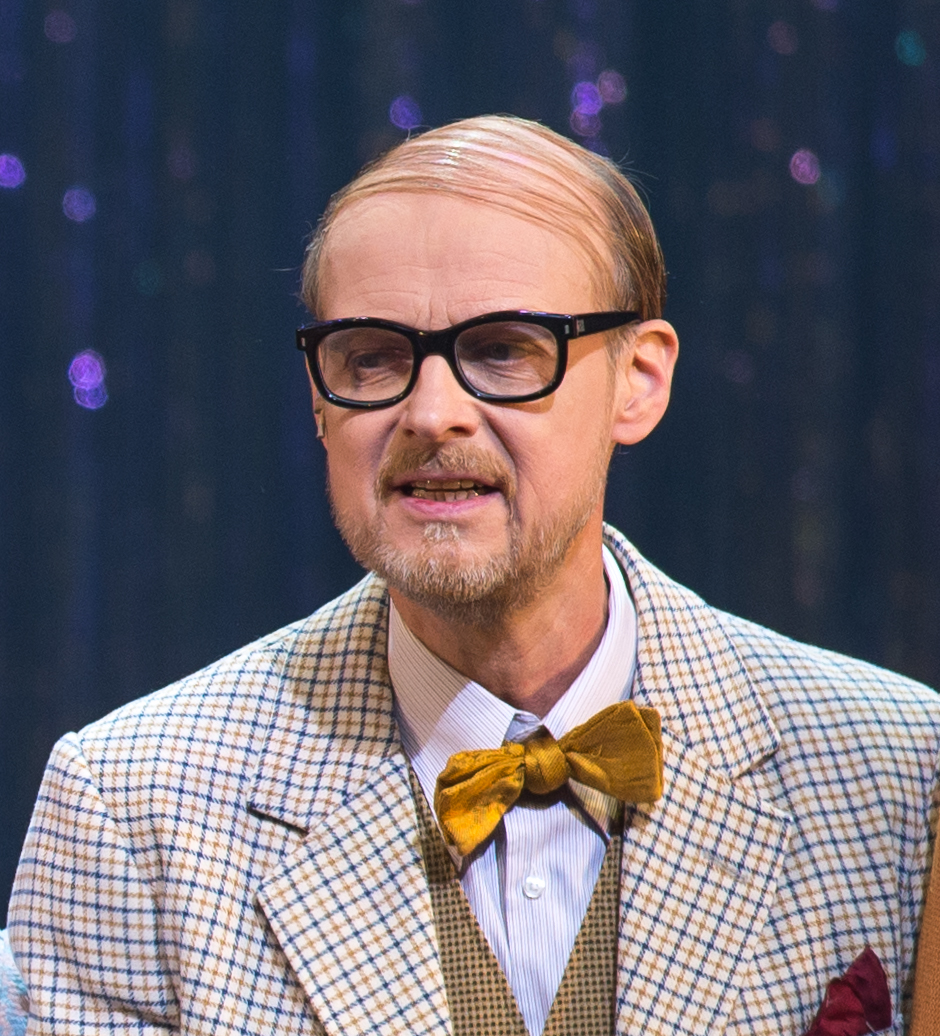
Jan Mybrand, 2019

Jan Torsten Mybrand (* 26. Januar 1959 in Kolsva, Köping, Schweden) ist ein schwedischer Schauspieler.

## Leben
Nach seinem Schulabschluss an einem Gymnasium studierte Mybrand zunächst Maschinenbau und machte eine Ausbildung zum Instrumentenbauer. Anschließend arbeitete er eine Zeit lang bei dem schwedischen Automobilbauer Volvo in Köping und später in Kolva, in der Provinz Västmanlands län, bei dem schwedischen Stahlhersteller Kohlswa Jernverks AB. Nach der Ableistung seines Militärdienstes machte er seine ersten Schauspielerfahrungen als Kleindarsteller am Theater. In den 1980er Jahren nahm er die Schauspielausbildung an der Dramatens elevskola auf und studierte dann von 1984 bis 1987 an der Teaterhögskolan i Stockholm (Theaterhochschule Stockholm). Während eines Praktikums war Mybrand am Folkteatern in Gävle tätig und seit 1986 arbeitete er am Stockholms stadsteater. Des Weiteren ist Mybrand als Filmschauspieler an mehreren schwedischen Film- und Fernsehproduktionen tätig.

## Filmografie (Auswahl)
- 1987: Nionde kompaniet
- 1989: Ein langer Weg nach Hause (Vägen hem)
- 1991: Schülermord (Rosenbaum)
- 1992, 1994 & 2010: Fanny’s Farm (Änglagård)
- 1992: Jönssonligan & den svarta diamanten
- 1993: Der letzte Tanz (Sista dansen)
- 1994: Jönssonligans största kupp
- 1995: Sjukan (TV)
- 1996: Auf der Suche nach Finbar (The Disappearance of Finbar)
- 1996: Jerusalem
- 1997: Kalle Blomquist – sein neuester Fall (Kalle Blomkvist och Rasmus)
- 1997: Selma und Johanna (Selma & Johanna – en roadmovie)
- 1998: Kommissar Beck: Die Todesfalle
- 1999: Der Weg nach draußen (Vägen ut)
- 2000: Hundhotellet
- 2000: Det blir aldrig som man tänkt sig
- 2000: Vingar av glas
- 2001: Deadline – Terror in Stockholm (Sprängaren)
- 2002: C/o Segemyhr (Fernsehserie)
- 2004: Kärlekens språk
- 2005: Kommissionen (Fernsehserie)
- 2007: Labyrint (Fernsehserie)
- 2007: Salto für Anfänger (Underbar och älskad av alla)
- 2009: Kenny Begins
- 2009: Verblendung (Män som hatar kvinnor)
- 2009: Mankells Wallander: Die Schuld (Wallander – Skulden)
- 2009: Mannen under trappan
- 2009: Playa del Sol (Fernsehserie)
- 2010: Kommissar Winter (Kommissarie Winter)
- 2010: Kommissarie Späck
- 2010: Änglagård – Tredje gången gillt
- 2020: Hidden Agenda (Top Dog, Fernsehserie)